# Antologia Nebula 2011
Antologia Nebula 2011 (în engleză The Nebula Awards Showcase 2011)  este o antologie de lucrări scurte de science fiction editată de scriitorul american Kevin J. Anderson. A fost prima dată publicată ca o carte tipărită și electronică de Tor Books în mai 2011. În Regatul Unit a apărut la Constable & Robinson în februarie 2012 sub denumirea The Mammoth Book of Nebula Awards SF. Este a 45-a antologie Nebula (prima a apărut în 1965). În România a apărut la Editura Trei, sub traducerea lui Laura Bocancios, Roxana Brânceanu, Silviu Genescu, Alexandru Maniu, Ana-Veronica Mircea și Mihai-Dan Pavelescu.

## Sumar
Cartea colectează lucrările care au câștigat sau au fost nominalizate la Premiul Nebula pentru cea mai bună  nuvelă,  nuveletă și povestire din anul 2010, profilurile din 2010 ale câștigătorilor Grand Master al premiului memorial Damon Knight Joe Haldeman și Author Emeritus Neal Barrett, Jr. și prezintă câte o povestire anterioară reprezentativă ale acestora, diverse alte lucrări de non-ficțiune și material bibliografic legate de premii, și cele trei poezii care au primit Premiul Rhysling și Dwarf Stars în 2009 , împreună cu o introducere a editorului Kevin J. Anderson. Nu sunt incluși în antologie toți candidații diferitelor premii.

## Cuprins
- "Introduction" (Kevin J. Anderson)
  - ro.: „Introducere”
- "Final 2009 Nebula Ballot"
  - ro.: „Lista nominalizărilor Nebula 2011”
- "Hooves and the Hovel of Abdel Jameela" [nominalizare pentru cea mai bună povestire, 2010] (Saladin Ahmed)
  - ro.: „Copitele și coliba lui Abdel Jameela”
- "I Remember the Future" [nominalizare pentru cea mai bună povestire, 2010] (Michael A. Burstein)
  - ro.: „Îmi amintesc viitorul”
- "Non-Zero Probabilities" [nominalizare pentru cea mai bună povestire, 2010] (N. K. Jemisin)
  - ro.: „Probabilități non-zero”
- "Going Deep" [nominalizare pentru cea mai bună povestire, 2010] (James Patrick Kelly)
  - ro.: „Lunga hibernare”
- "Bridesicle" [nominalizare pentru cea mai bună povestire, 2010] (Will McIntosh)
  - ro.: „Ultima moarte”
- "Spar" [premiul Nebula pentru cea mai bună povestire, 2010] (Kij Johnson)
  - ro.: „Coabitare”
- "Neal Barrett, Jr.: Writer of Excellence, and My Brother" [eseu] (Joe R. Lansdale)
  - ro.: „Neal Barrett, Jr.: Scriitor de excelență și fratele meu”
- "Getting Dark" [povestire] (Neal Barrett, Jr.)
  - ro.: „Se-adună bezna”
- "The Gambler" [nominalizare pentru cea mai bună noveletă, 2010] (Paolo Bacigalupi)
  - ro.: „Jucătorul”
- "Vinegar Peace (or, The Wrong-Way, Used-Adult Orphanage)" [nominalizare pentru cea mai bună noveletă, 2010] (Michael Bishop)
  - ro.: „Pacea Oțetului sau Orfelinatul pe Dos pentru Adulți Uzați”
- "I Needs Must Part, the Policeman Said" [nominalizare pentru cea mai bună noveletă, 2010] (Richard Bowes)
  - ro.: „Trebuie să plec, a spus polițistul”
- "Divining Light" [nominalizare pentru cea mai bună noveletă, 2010] (Ted Kosmatka)
  - ro.: „Lumină divină”
- "A Memory of Wind" [nominalizare pentru cea mai bună noveletă, 2010] (Rachel Swirsky)
  - ro.: „Amintirea vântului”
- "Sinner, Baker, Fabulist, Priest; Red Mask, Black Mask, Gentleman, Beast" [premiul Nebula pentru cea mai bună noveletă, 2010] (Eugie Foster)
  - ro.: „Păcătos, brutar, fabulist, preot; mască roșie, mască neagră, gentleman, brută”
- "SFWA Damon Knight Grand Master: Joe Haldeman (Introduction)" [eseu] (Mark Kreighbaum)
  - ro.: „SFWA Damon Knight Grand Master: Joe Haldeman (Introducere)”
- "SFWA Damon Knight Grand Master: Joe Haldeman (Appreciation)" [eseu] (Connie Willis)
  - ro.: „SFWA Damon Knight Grand Master: Joe Haldeman (Cu considerație)”
- "A !Tangled Web" [noveletă] (Joe Haldeman)
  - ro.: „O rețea !încâlcită”
- "The Women of Nell Gwynne's" [premiul Nebula pentru cea mai bună nuvelă, 2010] (Kage Baker)
  - ro.: „Doamnele de la Nell Gwynne”
- "Song for an Ancient City" [premiul Rhysling pentru cea mai bună poezie scurtă, 2009] (Amal El-Mohtar)
  - ro.: „Cântec pentru o cetate antică”
- "Search" [premiul Rhysling pentru cea mai bună poezie lungă, 2009] (Geoffrey A. Landis)
  - ro.: „Căutare”
- "Fireflies" [premiul Dwarf Stars pentru cea mai bună poezie, 2009] (Geoffrey A. Landis)
  - ro.: „Licurici”
- "Other Awards"
  - ro.: „ Alte premii”

## Vezi și
- Lista volumelor publicate în Colecția Epsilon Science Fiction